# Sommer-Paralympics 2024/Teilnehmer (Osttimor)
| stlisierte Goldmedaille | stlisierte Silbermedaille | stlisierte Bronzemedaille |
| ----------------------- | ------------------------- | ------------------------- |
| —                       | —                         | —                         |

Osttimor entsandte für die Paralympischen Spiele 2024 in Paris einen Leichtathleten.

## Teilnehmer

### Leichtathletik
| Athleten        | Klassifizierung | Wettbewerb | Finale     | Finale | Rang |
| Athleten        | Klassifizierung | Wettbewerb | Zeit       | Rang   | Rang |
| --------------- | --------------- | ---------- | ---------- | ------ | ---- |
| Teófilo Freitas | T38             | 400 m      | 55,18 s SB | 7      | 7    |
| Teófilo Freitas | T38             | 1500 m     |            |        |      |